# Val-du-Layon
Val-du-Layon ist eine französische Gemeinde mit 3.508 Einwohnern (Stand: 1. Januar 2022) im Département Maine-et-Loire in der Region Pays de la Loire. Sie gehört zum Arrondissement Angers und zum Kanton Chemillé-en-Anjou.
Val-du-Layon wurde zum 31. Dezember 2015 als Commune nouvelle aus den Gemeinden Saint-Aubin-de-Luigné und Saint-Lambert-du-Lattay gebildet. Der Verwaltungssitz befindet sich in Saint-Lambert-du-Lattay.

## Geographie
Val-du-Layon liegt etwa 17 Kilometer südsüdöstlich vom Stadtzentrum von Angers am Layon.  Umgeben wird Val-du-Layon von den Nachbargemeinden Rochefort-sur-Loire im Norden, Beaulieu-sur-Layon im Osten, Chemillé-en-Anjou im Süden und Südwesten sowie Chaudefonds-sur-Layon im Nordwesten.

## Gliederung
| Ortsteil                                  | ehemaliger INSEE-Code | Fläche (km²) | Einwohnerzahl (2022) |
| ----------------------------------------- | --------------------- | ------------ | -------------------- |
| Saint-Aubin-de-Luigné                     | 49265                 | 15,33        | 1.292                |
| Saint-Lambert-du-Lattay (Verwaltungssitz) | 49292                 | 14,68        | 2.216                |

## Sehenswürdigkeiten
Siehe auch: Liste der Monuments historiques in Val-du-Layon

### Saint-Aubin-de-Luigné
- Brücke über den Layon
- Burg La Haute-Guerche mit Kapelle

### Saint-Lambert-du-Lattay
- Kirche Saint-Lambert, erbaut von 1880 bis 1883

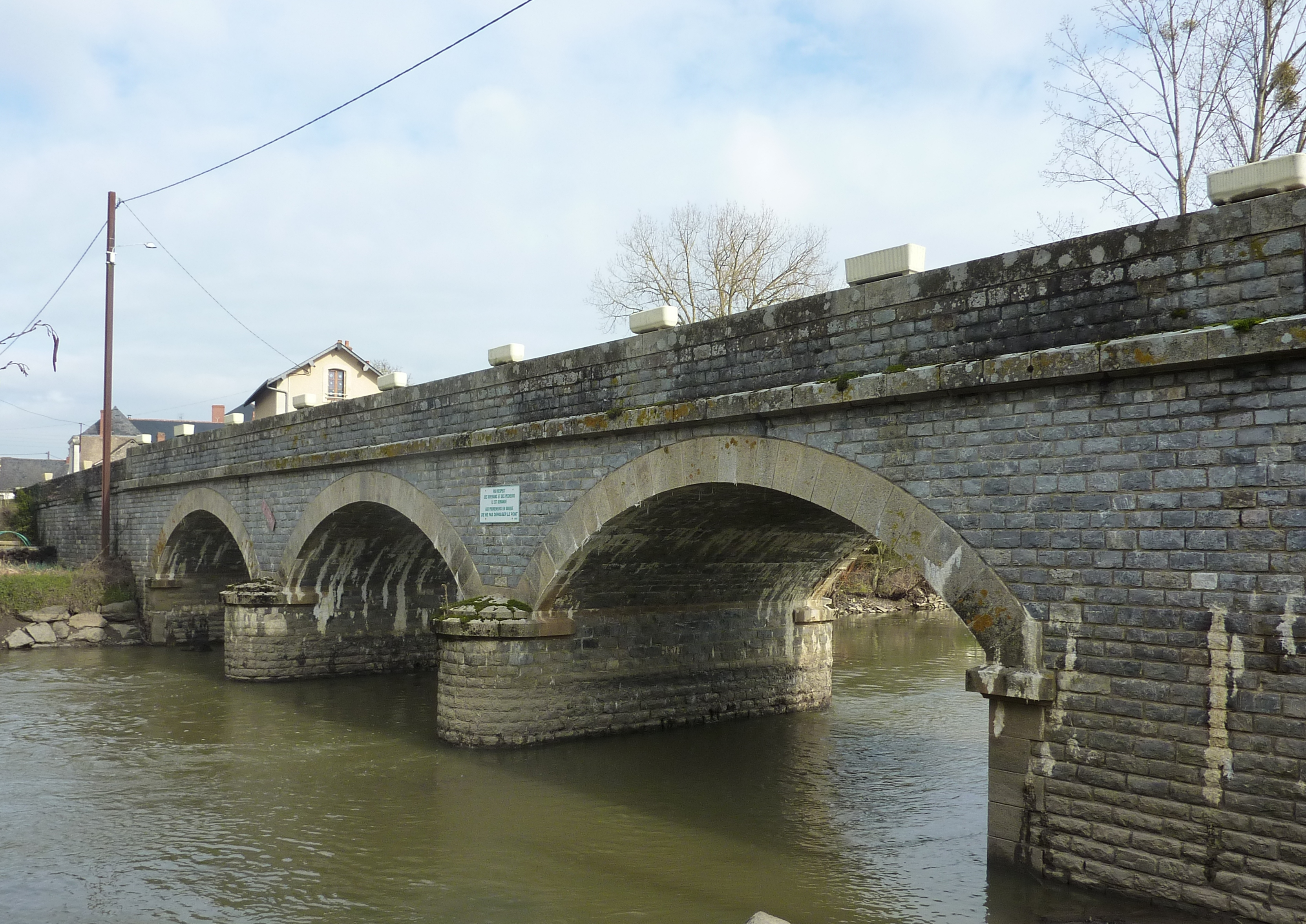
Brücke über den Layon
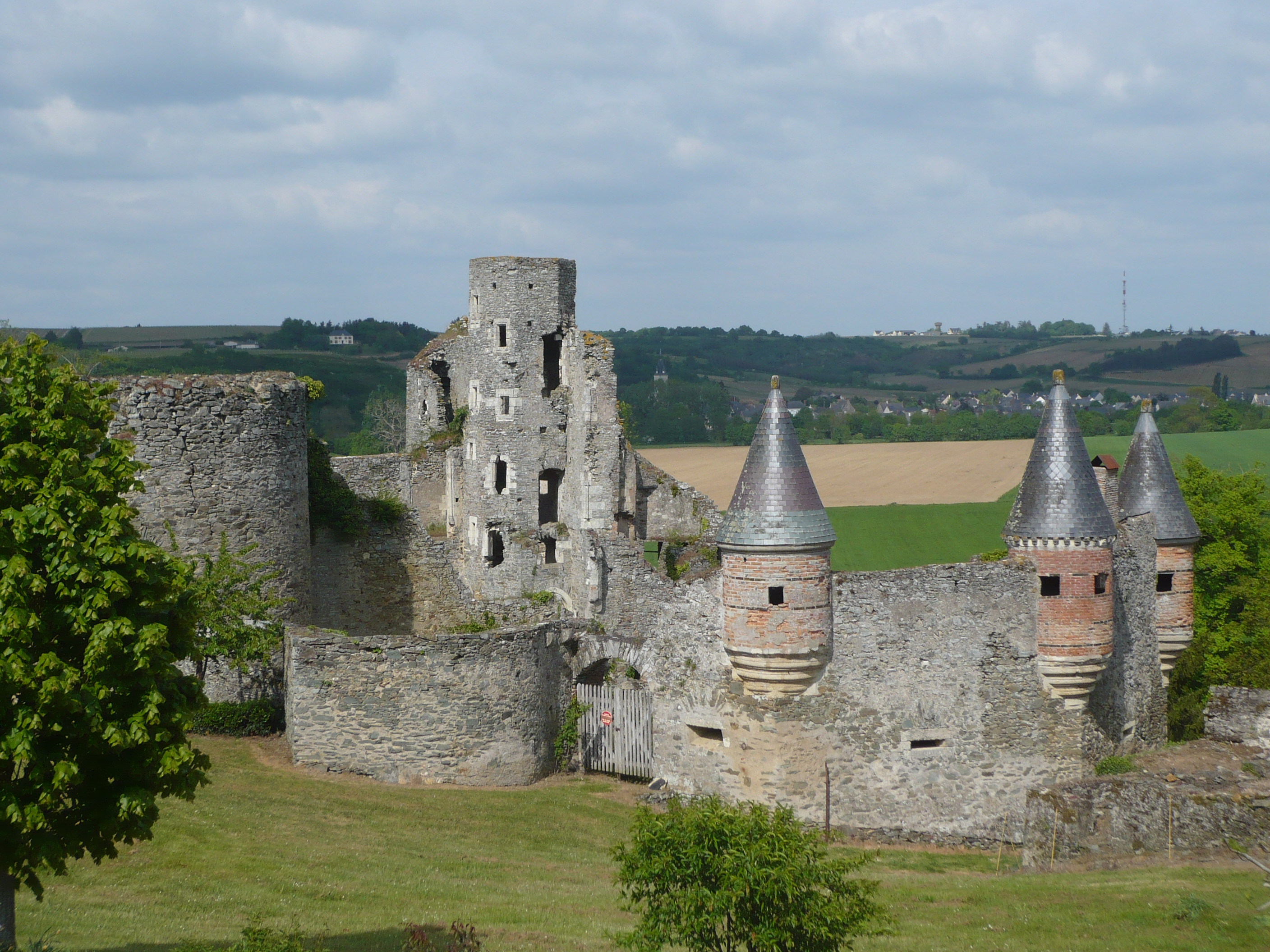
Burg La Haute-Guerche

## Persönlichkeiten
- Georges Delahaie (1933–2014), Bildhauer
- Patrick Dewaere (1947–1982), Schauspieler